# МКС-69
МКС-69 — шестьдесят девятая долговременная экспедиция Международной космической станции (МКС), которая началась в момент отстыковки беспилотного корабля «Союз МС-22» 28 марта 2023 года, 09:57 UTC. Экспедиция начала работу в составе семи человек, перешедших из экипажа МКС-68.
27 августа 2023 года, 13:16 UTC в момент стыковки корабля SpaceX Crew-7 экспедицию пополнили ещё четыре члена экипажа. 3 сентября 2023 года, 11:05 UTC корабль SpaceX Crew-6 с четырьмя предыдущими членами экипажа отстыковался от станции и вернулся на Землю 4 сентября 2023 года, 04:17 UTC.
15 сентября 2023 года, 18:53 UTC экспедицию пополнили три члена экипажа корабля Союз МС-24 в момент стыковки. Завершилась экспедиция МКС-69 27 сентября 2023 года, 07:54 UTC в момент отстыковки корабля Союз МС-23 с тремя членами экипажа от станции.

## Экипаж
| Должность   | 28.03 — 27.08.23                      | 27.08—03.09.23                        | 03.09 —15.09.23                       | 15.09—27.09.23                        | № полёта | Дата прибытия                           | Корабль доставки | Отбытие          | Корабль отбытия  |
| ----------- | ------------------------------------- | ------------------------------------- | ------------------------------------- | ------------------------------------- | -------- | --------------------------------------- | ---------------- | ---------------- | ---------------- |
| Командир    | Сергей Прокопьев, командир с 12.10.22 | Сергей Прокопьев, командир с 12.10.22 | Сергей Прокопьев, командир с 12.10.22 | Сергей Прокопьев, командир с 12.10.22 | 2        | Перевод из МКС-68 (на МКС с 21.09.2022) | Союз МС-22       | 27.09.2023       | Союз МС-23       |
| Бортинженер | Дмитрий Петелин                       | Дмитрий Петелин                       | Дмитрий Петелин                       | Дмитрий Петелин                       | 1        | Перевод из МКС-68 (на МКС с 21.09.2022) | Союз МС-22       | 27.09.2023       | Союз МС-23       |
| Бортинженер | Франсиско Рубио                       | Франсиско Рубио                       | Франсиско Рубио                       | Франсиско Рубио                       | 1        | Перевод из МКС-68 (на МКС с 21.09.2022) | Союз МС-22       | 27.09.2023       | Союз МС-23       |
| Бортинженер | Стивен Боуэн                          | Стивен Боуэн                          |                                       |                                       | 4        | Перевод из МКС-68 (на МКС с 03.03.2023) | SpaceX Crew-6    | 03.09.2023       | SpaceX Crew-6    |
| Бортинженер | Вуди Хобург                           | Вуди Хобург                           | 1                                     |                                       |          | Перевод из МКС-68 (на МКС с 03.03.2023) | SpaceX Crew-6    | 03.09.2023       | SpaceX Crew-6    |
| Бортинженер | Султан Аль-Нейади                     | Султан Аль-Нейади                     | 1                                     |                                       |          | Перевод из МКС-68 (на МКС с 03.03.2023) | SpaceX Crew-6    | 03.09.2023       | SpaceX Crew-6    |
| Бортинженер | Андрей Федяев                         | Андрей Федяев                         | 1                                     |                                       |          | Перевод из МКС-68 (на МКС с 03.03.2023) | SpaceX Crew-6    | 03.09.2023       | SpaceX Crew-6    |
| Бортинженер |                                       | Жасмин Могбели                        | Жасмин Могбели                        | Жасмин Могбели                        | 1        | 27.08.2023                              | SpaceX Crew-7    | Перевод в МКС-70 | Перевод в МКС-70 |
| Бортинженер | Андреас Могенсен                      | Андреас Могенсен                      | Андреас Могенсен                      | 2                                     |          | 27.08.2023                              | SpaceX Crew-7    | Перевод в МКС-70 | Перевод в МКС-70 |
| Бортинженер | Сатоси Фурукава                       | Сатоси Фурукава                       | Сатоси Фурукава                       | 2                                     |          | 27.08.2023                              | SpaceX Crew-7    | Перевод в МКС-70 | Перевод в МКС-70 |
| Бортинженер | Константин Борисов                    | Константин Борисов                    | Константин Борисов                    | 1                                     |          | 27.08.2023                              | SpaceX Crew-7    | Перевод в МКС-70 | Перевод в МКС-70 |
| Бортинженер |                                       |                                       |                                       | Олег Кононенко                        | 5        | 15.09.2023                              | Союз МС-24       | Перевод в МКС-70 | Перевод в МКС-70 |
| Бортинженер | Николай Чуб                           | 1                                     |                                       |                                       |          | 15.09.2023                              | Союз МС-24       | Перевод в МКС-70 | Перевод в МКС-70 |
| Бортинженер | Лорел О’Хара                          | 1                                     |                                       |                                       |          | 15.09.2023                              | Союз МС-24       | Перевод в МКС-70 | Перевод в МКС-70 |

При возвращении на Землю 27 сентября 2023 года на корабле Союз МС-23 члены экспедиции МКС-69 Сергей Прокопьев, Дмитрий Петелин и Франсиско Рубио установили новый рекорд длительности одного космического полёта к МКС: 370 сут 21 час 22 мин, продержавшийся до сентября 2024 года, когда это достижение было превышено членами экипажа МКС-71 Олегом Кононенко и Николаем Чубом (рекорд Валерия Полякова, установленный в 1995 году на станции «Мир», остался непревзойдённым). При этом Франсиско Рубио установил национальный рекорд США продолжительности одного космического полёта.

## Ход полёта

### Выходы в открытый космос
- 19 апреля 2023 года,  Сергей Прокопьев и  Дмитрий Петелин, выход из модуля «Поиск» длительностью 7 ч 55 мин[10], космонавты перенесли с модуля «Рассвет» на многоцелевой лабораторный модуль (МЛМ) «Наука» радиатор, необходимый для снятия с МЛМ тепловых нагрузок. Перенос осуществлялся с помощью манипулятора ERA, которым с борта станции управлял космонавт Андрей Федяев[11].
- 28 апреля 2023 года,  Стивен Боуэн и  Султан Аль-Нейади, выход из модуля «Квест» длительностью 7 ч 01 мин[12], подготовка последующего развёртывания панелей солнечных батарей iROSA (iROSA 1A и 1B), прерванное извлечение оборудования S-Band FRG[13].
- 03-04 мая 2023 года,  Сергей Прокопьев и  Дмитрий Петелин, выход из модуля «Поиск» длительностью 7 ч 11 мин[14], на многоцелевой лабораторный модуль «Наука» была перенесена шлюзовая камера, предназначенная для работы с целевыми нагрузками. Перенос осуществлялся с помощью манипулятора ERA, которым с борта станции управлял космонавт Андрей Федяев[15].
- 12 мая 2023 года,  Сергей Прокопьев и  Дмитрий Петелин, выход из модуля «Поиск» длительностью 5 ч 14 мин, космонавты развернули радиатор-теплообменник на модуле «Наука» и заправили его теплоносителем, а также установили два фала на европейском дистанционном манипуляторе ERA и смонтировали два поручня-перехода между модулями «Наука» и «Причал»[16].
- 9 июня 2023 года,  Стивен Боуэн и  Вуди Хобург, выход из модуля «Квест» длительностью 6 ч 03 мин, развертывание панелей солнечных батарей iROSA 1A[17].
- 15 июня 2023 года,  Стивен Боуэн и  Вуди Хобург, выход из модуля «Квест» длительностью 5 ч 35 мин, развертывание панелей солнечных батарей iROSA 1B[18].
- 22 июня 2023 года,  Сергей Прокопьев и  Дмитрий Петелин, выход из модуля «Поиск» длительностью 6 ч 24 мин[19], космонавты завершили установку на модуль «Звезда» аппаратуры высокоскоростной радиотехнической системы передачи информации (РСПИ-М), а также сняли с модуля «Звезда» планшет эксперимента «Импакт» по исследованию параметров выбросов двигателей ориентации российского сегмента станции и съемную кассету с образцами материалов, которые находились за пределами станции 19 лет[20].
- 9-10 августа 2023 года,  Сергей Прокопьев и  Дмитрий Петелин, выход из модуля «Поиск» длительностью 6 ч 35 мин, установка переносного рабочего места на МЛМ «Наука» и монтаж экранов микрометеоритной защиты на модуле «Рассвет»[21].

### Принятые грузовые корабли
- Прогресс МС-23, запуск 24 мая 2023, 12:56 UTC[22], стыковка к модулю «Поиск» 24 мая 2023, 16:19 UTC[23].
- SpaceX CRS-28, запуск 5 июня 2023[24], 15:47 UTC, стыковка к модулю «Гармония» (IDA-3 на PMA-3) 6 июня 2023, 09:54 UTC[25].
- Cygnus CRS NG-19, запуск 2 августа 2023, 00:31 UTC[26], пристыковка к надирному узлу модуля «Юнити» манипулятором Кандарм2 4 августа 2023, 12:28 UTC[27].
- Прогресс МС-24, запуск 23 августа 2023, 01:08 UTC[28], стыковка 25 августа 2023, 03:45 UTC к кормовому узлу модуля «Звезда»[29].

### Отстыкованные грузовые корабли
- SpaceX CRS-27, отстыковка 15.03.2023, 15:05 UTC от модуля «Гармония» (IDA-2 на PMA-2), приводнение с возвращаемыми грузами 15.03.2023, 20:58 UTC[30].
- Cygnus CRS NG-18, отстыковка 21.04.2023, 11:22 UTC от надирного узла модуля «Юнити»[31], затопление 22.04.2023, 03:12 UTC[32].
- SpaceX CRS-28, отстыковка 29.06.2023, 16:30 UTC[33] от модуля «Гармония» (IDA-3 на PMA-3), приводнение 30.06.2023, 14:30 UTC.
- Прогресс МС-22, отстыковка 20.08.2023, 23:50 UTC от кормового узла служебного модуля «Звезда», затопление 21.08.2023, 03:40 UTC[34].

### Перестыковки кораблей
- 6 апреля 2023 года, перестыковка корабля  Союз МС-23 с модуля «Поиск» (отстыковка 08:45 UTC) на модуль «Причал» (стыковка 09:21 UTC) с целью обеспечения безопасности экипажа (беспрепятственный доступ в корабль-спасатель Союз МС-23) во время выходов в открытый космос по российской программе из модуля «Поиск»[35]. Перестыковка происходила в пилотируемом режиме с тремя членами экипажа на борту (Сергей Прокопьев, Дмитрий Петелин, Франсиско Рубио).
- 6 мая 2023 года корабль Crew Dragon с экипажем миссии  Crew-6 на борту отстыковался от верхнего узла модуля «Гармония» американского сегмента МКС в 11:24 UTC, облетел станцию и пристыковался к переднему узлу того же модуля[36] в 12:05 UTC.

### Экспедиции посещения
- Axiom-2 (SpaceX AX-2) — второй туристический полёт пилотируемого корабля серии Crew Dragon к МКС. Запуск 21 мая 2023 г. в 21:37 UTC[37], стыковка 22 мая 2023 г. в 13:12 UTC к модулю «Гармония» (IDA-3 на PMA-3)[38]. Отстыковка 30 мая 2023 г., 15:05 UTC[39], приводнение 31 мая 2023 г., 03:04 UTC[40].
- Командир корабля Пегги Уитсон по окончании работы экспедиции посещения установила новый рекорд для женщин по суммарному времени работы на МКС — 662 дня 20 часов 34 минуты, превысив свой же рекорд, установленный в сентябре 2017 года, по окончании экспедиции МКС-52[источник не указан 223 дня].